# ريد كالندر
ريد كالندر (بالإنجليزية: Red Callender)‏ هو عازف الباس المزدوج أمريكي، ولد في 6 مارس 1916 في فرجينيا في الولايات المتحدة، وتوفي في 8 مارس 1992 في Saugus, Santa Clarita, California ‏ في الولايات المتحدة بسبب سرطان.

## وصلات خارجية
- ريد كالندر على موقع IMDb (الإنجليزية)
- ريد كالندر على موقع ميوزك برينز (الإنجليزية)
- ريد كالندر على موقع أول ميوزيك (الإنجليزية)
- ريد كالندر على موقع ديسكوغز (الإنجليزية)
- ريد كالندر على موقع قاعدة بيانات الفيلم (الإنجليزية)